# Siouxland Bombers
I Siouxland Bombers sono stati una franchigia di pallacanestro della IBA, con sede a Sioux City, nell'Iowa, attivi nella stagione 2000-01.

## Stagioni
| Stagione | Lega | Denominazione     | V  | P  | %    | Piazzamento | Play-off           |
| -------- | ---- | ----------------- | -- | -- | ---- | ----------- | ------------------ |
| 2000-01  | IBA  | Siouxland Bombers | 19 | 21 | 47,6 | 2º          | Finale di division |